# Alfonso Gesualdo
Alfonso Gesualdo (Calitri, 1540 - Nápoles, 14 de febrero de 1603) fue un cardenal napolitano.

## Biografía
Nacido en el seno de una familia noble del reino de Nápoles, fue hijo del V conde de Conza Luigi Gesualdo, que en 1561 recibió el título de primer príncipe de Venosa, y de Isabella Ferella, hija a su vez del conde Alfonso di Muro; su hermano Fabrizio era cuñado del cardenal Carlos Borromeo, por estar casado con la sobrina del papa Pío IV. 
El parentesco y amistad de su familia con la del papa y su alineamiento con la política filoespañola durante las guerras italianas propiciaron su rápido ascenso eclesiástico: en 1561, a los 21 años, fue nombrado administrador apostólico de la archidiócesis de Conza, protonotario apostólico y cardenal diácono de Santa Cecilia. 
Director de la Biblioteca Vaticana durante un breve periodo, en 1563 recibió las órdenes sacerdotales, y al año siguiente el cardenal Francesco Pisani le consagró como obispo de Conza, con dispensa por no tener la edad requerida. 
Durante los años siguientes cambió el titulus varias veces, optando por los de cardenal presbítero de Santa Prisca (1572), Santa Anastasia (1578), S. Pietro in Vincoli (1579), San Clemente (1580), cardenal obispo de Albano (1583), Frascati (1587), Porto-Santa Rufina (1589) y Ostia-Velletri (1591), participando en todos los cónclaves de su tiempo, en que fueron elegidos papas Pío V, Gregorio XIII, Sixto V, Urbano VII, Gregorio XIV, Inocencio IX y Clemente VIII. 
Fue Camarlengo del Colegio Cardenalicio en 1576, prefecto de la Sagrada Congregación de Ritos, legado en las Marcas, cardenal protector de Portugal y viceprotector de Hungría, y desde 1596 arzobispo de Nápoles.